# Język hurycki

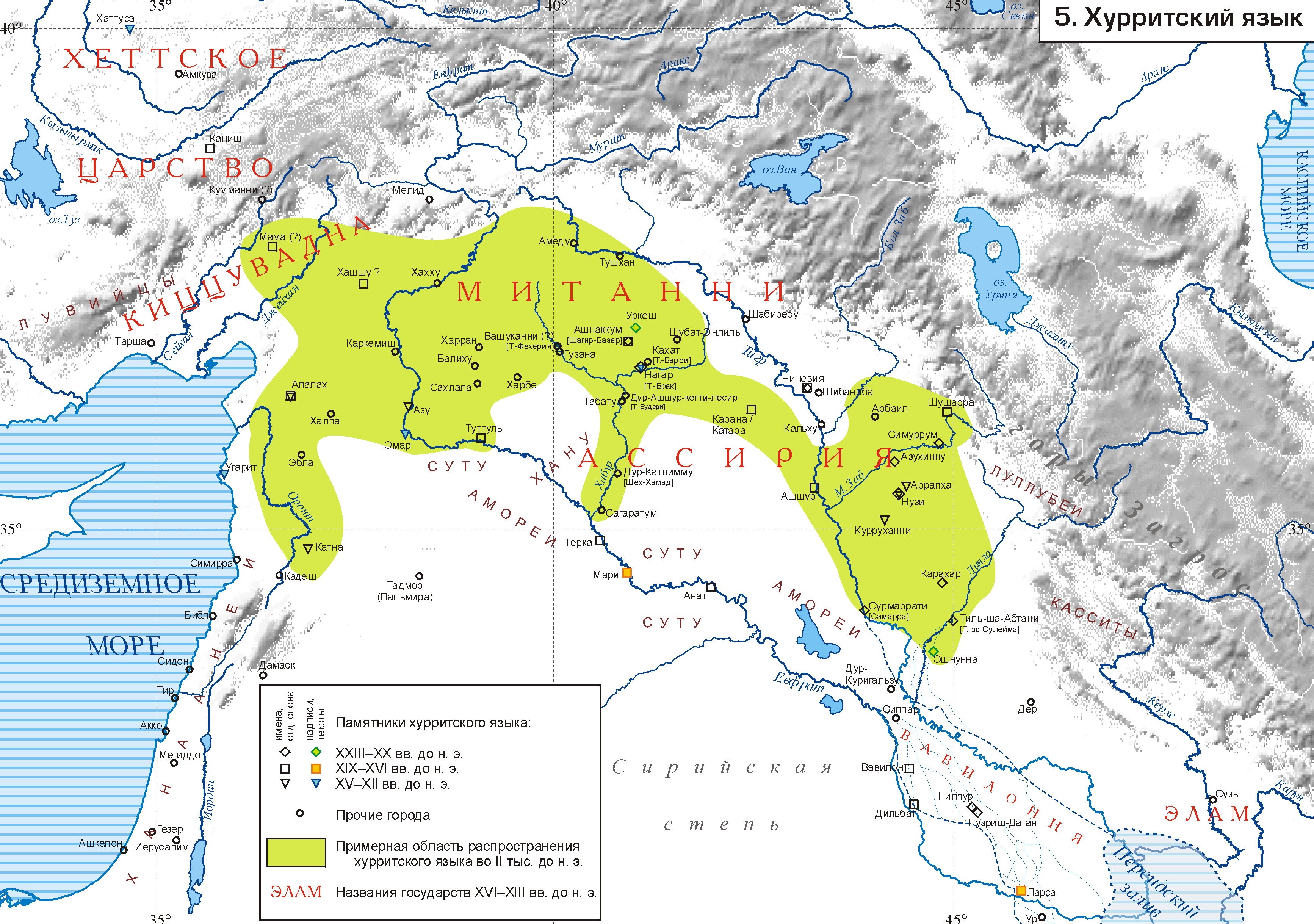
Rozpowszechnienie języka huryckiego w II tysiącleciu p.n.e.

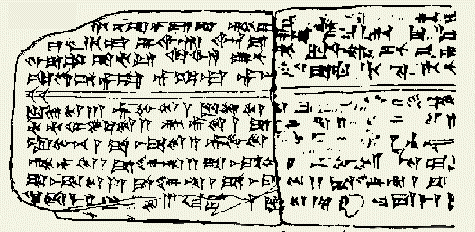
Hymn w języku huryckim; tekst z około 1400 rok p.n.e.

Język hurycki – wymarły język, używany przez Hurytów na obszarach północnej Mezopotamii, nad jeziorem Wan, wschodniej Anatolii i Syrii północnej już w połowie III tysiąclecia p.n.e.

## Źródła do badań nad językiem huryckim
Język hurycki poświadczony jest w dokumentach, spisanych na tabliczkach glinianych pismem klinowym. Za źródła do badań nad nim uchodzą huryckie teksty, nazwy własne i geograficzne oraz wyrazy, odkryte w tekstach niehuryckich.
Najstarszym huryckim zabytkiem pisanym jest datowana na koniec III tysiąclecia p.n.e. inskrypcja Tiszatala z Urkisz. Jest to dokument fundacyjny. Następnymi w kolejności chronologicznej są teksty babilońskie prawdopodobnie z Larsy. Mają charakter religijny i magiczny. Na koniec XVIII wieku datowana jest dokumentacja religijna z Mari. Zachowało się sześć fragmentów tekstu. W egipskim Tell el-Amarna znaleziono tzw. „list z Mitanni”, napisany przez Tuszrattę. List należy do jednego z najważniejszych świadków języka huryckiego. Z XIV–XIII wieku p.n.e. pochodzą odkrycia z Hattusa. Zabytki stanowią najliczniejszy zbiór tekstów huryckich. Na ten sam okres datowane są teksty z Ugarit, pisane między innymi w alfabecie ugaryckim. Z XIII wieku p.n.e. pochodzą teksty z Emar o charakterze słownikowym, medycznym i magicznym, oraz z Cypru, co do których istnieje przypuszczenie, że zostały napisane w języku huryckim pismem cypro-minojskim. Wyrazy huryckie w tekstach, pisanym innym językiem, odkryte zostały w źródłach z Arrapha, Alalach, Ugarit i Hattusa.

## Charakterystyka języka
Język hurycki należy do huro-urartyjskiej rodziny językowej. Pokrewieństwo języka huryckiego z urartyjskim, będącym późną formą huryckiego, udowodniono już w dziewiątej i dziesiątej dekadach XIX wieku na skutek badań nad językiem urartyjskim. W 1954 roku badacze języka urartyjskiego – Georgij Klimow i Jan Braun – wykazywali jego pokrewieństwo z językami wajnachskimi z  grupy językowej nachijsko-dagestańskiej, niemniej jednak – z powodu dalszej analizy – twierdzenie, że język hurycki jest spokrewniony z językami kaukaskimi, jest pozbawione podstaw.
Hurycki jest językiem aglutynacyjnym, ergatywnym i polisyntetycznym.
Słownictwo Hurytów miało liczne zapożyczenia z akadyjskiego i sumeryjskiego (m.in. szarii – król, hikalli – pałac, tamkari – kupiec, tabali – kowal), co sugeruje, że Huryci, zanim przybyli do Mezopotamii, byli ludem stosunkowo słabo rozwiniętym. W dostępnych tekstach huryckich dostrzegalne jest zróżnicowanie dialektalne. Najlepiej rozwinięte wydawały się dialekty zachodnie, prezentowane przez „list z Mitanni”, znaleziska z Hattuszy oraz Ugarit. W II tysiącleciu p.n.e. język wzbogacił się o element indoirański. Tzw. marijannu (rydwan i człowiek na rydwanie), dzięki umiejętności posługiwania się zaprzęgniętymi w konie rydwanami, przeniknęli na Wyżynę Armeńską i stworzyli podwaliny do powstania państwa Mitanni. Z tego okresu pochodzą takie zapożyczenia, jak, na przykład, hapalki – żelazo. Wyraz ten za pośrednictwem Hurytów przyjął się w języku akadyjskim.

## Imiona własne w języku huryckim
Za pośrednictwem języka huryckiego przetrwały we współczesnej toponimii starożytne nazwy niektórych rzek na obszarze Mezopotamii, na przykład: Puranti – Eufrat, Purana – grc. Pyramos (współczesna Ceyhan).
Łatwe do ustalenia, dzięki dostarczonemu materiałowi źródłowemu, są huryckie imiona osób. Wyróżniają się między nimi imiona teoforyczne, które w większości składają się z dwóch członów: atrybutu i imienia bóstwa, na przykład: Szarrikuszuh – Kuszuh jest królem. Powszechnie używano zdrobnień od imion, opartych na imionach bóstw, na przykład: Kiliteszub – Kilija. Imiona były tworzone także od wyrazów pospolitych, do których dodawano morfem słowotwórczy.